# Hellraiser IV – Bloodline
Hellraiser IV – Bloodline ist der vierte Teil der Hellraiser-Reihe und kam 1996 in die Kinos. In Deutschland wurde er im Dezember 1996 auf VHS veröffentlicht.

## Inhalt
Im Jahr 2127 lebt der Ingenieur Paul Merchant auf der Raumstation Minos und bereitet hier eine Falle für den Pinhead und dessen Cenobiten vor, um sich an ihnen zu rächen, denn all seine Vorfahren wurden von den Cenobiten getötet. Es ist sein Ziel, diese mit Hilfe der Raumstation, die seine Konstruktion ist, zu vernichten. Dabei kommt ihm ein von der Erde gestartetes Sonderkommando dazwischen, das die Kontrolle über die Station zurückerlangen soll. Merchant wird von dem Kommando festgenommen, kurz nachdem er den Pinhead gerufen hat. Da er keine Alternative sieht, schildert Merchant der Offizierin Rimmer die Geschichte seiner Vorfahren und deren Kampf gegen die Cenobiten. Wie zu erwarten glaubt Rimmer kein Wort, was sich allerdings ändert, als sie die ersten Schmerzensschreie der Mitglieder ihres Kommandos hört.

## Synchronisation
| Rolle                | Darsteller        | Synchronsprecher        |
| -------------------- | ----------------- | ----------------------- |
| Phillip L’Merchant   | Bruce Ramsay      | Oliver Rohrbeck         |
| John Merchant        | Bruce Ramsay      | Björn Schalla           |
| Dr. Paul Merchant    | Bruce Ramsay      | Nicolas Böll            |
| Angelique            | Valentina Vargas  | Anke Reitzenstein       |
| Pinhead              | Doug Bradley      | Hans-Jürgen Wolf        |
| Genevieve L’Merchant | Charlotte Chatton | Cathrin Vaessen         |
| Parker               | Wren T. Brown     | Tilo Schmitz            |
| Duc de L'Isle        | Mickey Cottrell   | Friedrich W. Bauschulte |
| Chamberlain          | Tom Dugan         | Dieter B. Gerlach       |
| Sharpe               | Louis Mustillo    | Rüdiger Evers           |
| Bobbi Merchant       | Kim Myers         | Heike Schroetter        |
| Edwards              | Paul Perri        | Gerald Paradies         |
| Jacques              | Adam Scott        | Ingo Albrecht           |
| Auguste              | Louis Turenne     | Hans Teuscher           |

## Kritik
„Genremix aus Horror- und Science-Fiction-Film, als dritte Fortsetzung einer erfolgreichen Gruselfabel. Zwar hemmen zahlreiche Rückblenden den Erzählfluß, doch die ‚special effect‘-Experten versuchen dieses Manko wettzumachen.“

## Trivia
- Eigentlich sollte Bloodline der letzte Teil der Hellraiser-Reihe werden, Dimension Films war aber dagegen.
- Die ursprüngliche Fassung wurde so oft umgeschnitten, dass Regisseur Kevin Yagher die Produktion verließ, ohne alle Szenen abgedreht zu haben, nachdem er wusste, dass das Studio hinter seinem Rücken Kürzungen vorgenommen hatte. Als Ersatz sprang Joe Chappelle ein, der den Film vollendete. In der endgültigen Fassung wird das Pseudonym Alan Smithee als Regisseur genannt.
- Bloodline war der letzte Hellraiser-Teil, der im Kino startete. Alle weiteren Fortsetzungen der Serie wurden direkt auf DVD veröffentlicht.
- Das Budget des Filmes betrug rund 4 Millionen US-Dollar, er spielte 16.675.000 US-Dollar wieder ein.[4]
- Die ursprüngliche Schnittfassung verlief chronologisch und spielte zum Großteil in Frankreich. Außerdem gab es wenig Splatter und Pinhead sollte erst nach ca. einem Drittel in Erscheinung treten. Das Ende sah so aus, dass der letzte Nachfahre des Spielzeugmachers sich in der Zukunft den Cenobiten entgegenstellt, mit diesen auf der Raumstation in einem letzten Showdown stirbt und somit die Blutlinie (englisch Bloodline) beendet.
- Die Indizierung des Films in Deutschland wurde im Dezember 2016 aufgehoben.[5]
- Drehbuchautor Peter Atkins veröffentlichte 2022 unter dem Titel Hellraiser: Bloodline – The Original Screenplay das Originaldrehbuch zum Film.